# 莊司雅子
莊司雅子、莊雅子（日语：／，1909年10月6日—1998年2月22日），原名莊嫌，後父母改名為莊無嫌，臺灣嘉義朴子人，為臺灣出身的日本教育學者。日本奈良女子高等師範奈良女子高等師範學校（現奈良女子大學）畢業後，赴廣島文理科大學（現廣島大學）教育學科攻讀，師從專攻瑞士教育學者裴斯泰洛齊的教育史學者長田新，專研德國教育學者福祿貝爾及其幼稚園教育學。

## 生平
1909年10月6日出生於嘉義縣布袋庒 ，為家中排行第四，祖父莊寬為日本時代布袋庒庒長（類似今鎮長一職），其父莊玉成為私塾教師，家中有十位兄弟姊妹。1928年完成自臺南州立第二高等女學校（現臺南女中）學業後，考上總督府公費赴日奈良女子高等師範學校並於1932年畢業，旋即回臺南州立第二高等女學校任教三年。1935年再赴日廣島文理科大學攻讀教育學並受洗為基督徒，三年後取得學位入學研究科，1953年則以「福祿貝爾之研究」取得日本第一位女性文學博士學位，曾擔任廣島大學助理、講師、助教授、乃至教授。歷經二戰廣島核災使得她畢生追求世界和平。1973年退休後任廣島大學終身名譽教授，及聖和女子大學（後改為聖和大學、現為關西學院大學學教育學部）教授，關注看護、福祉、心理等課題，擔任關注兒童教育之日本保育學會、日本裴斯泰洛齊‧福祿貝爾學會會長，1971年以福祿貝爾研究獲德國耶拿大學頒發席勒獎。主要著作為《福祿貝爾研究》（フレーベル研究）、《福祿貝爾研究教育學》（フレーベルの教育学），並與玉川大學教育學者小原國芳教授共編《福祿貝爾全集》（フレーベル全集），並於1950年代（昭和20年代）初翻譯紹介美國教育學家赫威斯特（Robert J. Havighurst）之著作。
莊司雅子一生獨身，晚年不良於行須以輪椅代步，於1998年2月22日逝世，下葬於名古屋教堂。於戰火中收養的義女莊司安子於2010年逝世。同為研究福祿貝爾教育學的常磐會學園大學國際教育學部教授荘司泰弘為其甥。

## 理論與主張
莊司雅子畢生專研福祿貝爾教育思想，主張兒童自主獨立，非受兩親所有，順其內在教養。且贊同杜威教育精神，重文化教養、社會教育等。就幼兒教育建樹頗豐，畢生推動人本教育。歷經二戰廣島核災更使得她畢生追求世界和平，其墓誌銘以福祿貝爾名言「kommt, Lasst uns unsern Kindern leben」（來吧，讓我們同我們的孩子生處）為誌。

## 著作列表
本列表列出著作：

### 著書
- 1944《フレーベルの教育学》。關西：大八洲出版［1984東京：玉川大学出版部重版；1992《福祿貝爾「人的教育」入門》（傅王遜雪譯）。臺北：新民幼教］。
- 1953《フレーベル研究》。東京：大日本雄弁会講談社［1953東京：玉川大学出版部重版］。
- 1955《幼児教育学》。京都：柳原書店。
- 1956《日本の幼児教育 その問題点をめぐりて》（與長田新、山下俊郎共著）東京：フレーベル館。
- 1957《フレーベル》。東京：牧書店［1993《福祿貝爾 : 生涯與思想》（何芔誼譯）。臺北：及幼文化］。
- 1959《世界の社会教育》（編著）京都：柳原書店。
- 1966《西欧教育視察記》。東京：刀江書院。
- 1967《幼児教育概論》。東京：福村出版。
- 1968《ヒューマニズムの教育思想》。東京：刀江書院。
- 1969《現代西洋教育史》（編著）。東京：亜紀書房。
- 1973《フレーベル「人間教育」入門》。東京：明治図書出版。
- 1974《幼児教育の原理と方法》。東京：保育学講座 フレーベル館。
- 1975《フレーベルの生涯と思想》。東京：玉川大学出版部。
- 1977《ゆたかでつよい心をそだてる》（編著）東京：キュックリヒ記念財団 現代幼児教育シリーズ。
- 1977《幼児教育の源流》（編著）東京：明治図書出版。
- 1982《親と子のための平和教育》。広島：広島平和文化センター。
- 1990《幼児教育の思想》。東京：玉川大学出版部。
- 1991 Peace education: a guide for parents. Hiroshima: Hiroshima Peace Culture Foundation.
- 1993《学問の道草　荘司雅子エッセイ集》。東京：玉川大学出版部。

### 翻譯
- 1958《人間の発達課題と教育・幼年期より老年期まで》（ロバート・J・ハヴィガースト）共訳。東京：牧書店［1995東京：玉川大学出版部重版］。
- 1961《教育革命 岐路に立つ20世紀の教育》（M.J.アドラー, M.メイヤー）東京：刀江書院。
- 1961《ジョン・デューイ その哲学の現代への寄与》（アーウィン・エドマン）與土井嗣夫、上寺久雄共訳。東京：刀江書院。
- 1971《リナはどうやって文字を覚えたか》（フレーベル）。東京：フレーベル館。
- 1976-1981《フレーベル全集》全5巻。東京：玉川大学出版部。

## 延伸閱讀
- 荘司雅子の生涯 （页面存档备份，存于）（其甥荘司泰弘整理其生平著作等網站）。
- 楊淑芬，〈記一位身影遙遠又堅定的學姐──莊無嫌 （页面存档备份，存于）〉，《南女風華一世紀》。。
- 2017，〈深耕本土 朴子頂灰窯的教育先行者－莊司雅子〉，《放築塾代誌》，期26，頁30-35。
- Makoto Tsumori, 2004, Let us grow the seeds for peace the life or Dr. Masako Shoji, honorable member of World OMEP. International Journal of Early Childhood, 36(1), 69.
- 游鑑明訪問，吳美慧等紀錄，1994，《走過兩個時代的臺灣職業婦女訪問紀錄》。臺北：中央研究院近代史研究所。
- 吳叡人，2016，〈最高貴的痛苦《廣島札記》和《沖繩札記》中的日本鄉愁〉，《受困的思想： 臺灣重返世界》。臺北：衛城出版。
- 許雪姬，1994，〈日據時期台灣人赴大陸經驗專號之一〉，《口述歷史5》，臺北：中央研究院近代史研究所。